# 彭皓鋒
彭皓鋒（英語：Peter Pang Ho Fung，1970年8月20日—），原名彭國樑，曾用藝名彭冠中及彭比得，香港男演員，曾為無綫電視基本藝人合約藝人。

## 生平

### 早年生活
彭皓鋒是香港女歌手彭家麗胞弟，與兩位姊姊於九龍紅磡長大。他曾就讀德信學校、鳳溪第一中學（中一至中三）及樂道中學何文田舊校（中四及中五，1987年第23屆中五），在校時是小學合唱團成員，因為專注於玩球類運動以及學習玩樂器，所以讀書成績一般。此前，他曾與彭家麗為小學時的同班同學，事緣彭家麗留級一年，因此二人成為同窗。彭皓鋒中學畢業後在中國大陸從事了6年金融經紀工作，屬經理級別，再於1992至1993年轉到同事經營的地產公司做了地產經紀一年多時間。未幾因公司倒閉，轉職家具用品批發銷售員。而當時藝人陳浩民為他當金融從業員期間的同事。

### 事業發展
彭皓鋒其後認為自己的收入不似預期且覺得演藝圈可為他帶來更多財富，於是報考1996年第9期無綫電視藝員訓練班，於參加同年新秀歌唱大賽第三次複賽時獲無綫電視取錄。他1997年1月畢業後效力無綫電視逾16年，首部參演的電視劇集是《天龍八部》，但一直只當跑龍套或戲份不多的閒角如放債人和小嘍囉等。他亦參加過1996年《新秀歌唱大賽》準決賽（第二次複賽），惟最後落敗。
另外，彭皓鋒是明星飛鏢隊隊長，自2009年開始接觸飛鏢運動，曾參加過2010年《Medalist 亞洲國際電子飛鏢賽》，並奪得「中級組雙人組冠軍」。明星飛鏢隊共有過百位成員，其中一些主要成員有黃文標、郭卓樺、關伊彤和傅千盈等等。他們參加飛鏢運動期間到過外地比賽，所獲得的獎項超過100個。不過因為各人都忙於工作，所以彭皓鋒便沒有再與那些主要成員一起參賽。至2012年3月，鑑於無綫電視當時多用臨時演員而自己可以飾演的角色不多，他轉投香港電視網絡。又基於自己的經理人邀請他到中國大陸發展，所以他不再與無綫電視續約。到了2014年2月約滿香港電視網絡經理人合約則恢復自由身，同年4月前沒有工作在身，不久轉而跟隨歌手李麗霞（黑妹）到處登台。
過了一段時間之後，因應梅小青和劉家豪合作拍攝的電視劇《衛子夫》於內地獲得觀眾支持，又有二人協助打好與內地劇組人員的關係，彭皓鋒開始被內地觀眾認識。2016年，他憑中國網絡電影《老師上錯身》入圍《美國好萊塢國際電影節》，且擊敗多國對手獲得「最佳男配角」殊榮。據其本人於2017年1月香港電台第二台廣播節目《守下留情》中表示，由於他並不知道劇組人員向電影節單位申請最佳男配角的提名，所以在獲獎一刻都沒有任何頭緒。
2017年，彭皓鋒在荃灣南豐中心開辦「小飛船潛能啟發中心」，跟美國太空總署工程師合作，設計不同種類的啟發潛能課程以培訓小朋友一些太空人智慧。同年，他又以內地網絡電影《破冰》奪得《加拿大金楓葉國際電影節》 - 網絡電影組別「最佳男主角」。2018年，他獲電視劇監製劉家豪邀請，重返無綫電視拍攝《解決師》，飾演澳洲黑幫龍頭「喬奕鋒」一角而受觀眾注目；現時主要來往中港兩地，參演劇集及網路電影。

## 個人生活
彭皓鋒與吳祉瑩（Barby）於2007年結婚，兩人育有一子二女。
2023年7月他經檢驗後發現直腸內有5厘米腫瘤，證實患上直腸癌第三期，不過治療後狀況良好，目前已經復工。

## 演出作品
*以下列表只記錄彭皓鋒演出過的影視作品，若有遺漏，請協助補充相關資料。

### 電視劇（無綫電視）
| 首播                      | 劇名                         | 角色                |
| 1997年                    | 真情                         | 尊（第660集）       |
| David（第683、684集）     |                              |                     |
| 大廈保安（第805集）       |                              |                     |
| 手術室助手（第958集）     |                              |                     |
| 急症室醫生（第1087集）    |                              |                     |
| 美味天王                  | 夏津津同事                   |                     |
| 天龍八部                  | 丐幫弟子                     |                     |
| 狀王宋世傑                | 作證平民                     |                     |
| 1998年                    | 鹿鼎記                       | 宮中侍衛            |
| 天地豪情                  | 地勤人員                     |                     |
| Simon（第56集）           |                              |                     |
| 妙手仁心                  | 外科護士                     |                     |
| 1999年                    | 寵物情緣                     | Sam                 |
| 洗冤錄                    | 何樵夫                       |                     |
| 創世紀                    | 利達職員                     |                     |
| 刑事偵緝檔案IV            | 林浩光                       |                     |
| 2000年                    | 男親女愛                     | 醫 生（第12集）     |
| 十月初五的月光            | Edmond                       |                     |
| 妙手仁心II                | 藍 興                        |                     |
| FM701                     | 大 軍（第27集）              |                     |
| 2001年                    | 倚天屠龍記                   | 祝鏢頭              |
| 七姊妹                    | 乞 兒                        |                     |
| 美味情緣                  | 朱廚師（第20集）             |                     |
| 皆大歡喜                  | 黃 牛（第20集）              |                     |
| 學 生（第40集）           |                              |                     |
| 公私戀事多                | 保安寶                       |                     |
| 2002年                    | 皆大歡喜                     | 陳 七（第78集）     |
| 路 人（第99集）           |                              |                     |
| 興 記（第105集）          |                              |                     |
| 天山雙煞（第109 - 110集） |                              |                     |
| 王員外（第145集）         |                              |                     |
| 大 漢（第214集）          |                              |                     |
| 老 闆（第248集）          |                              |                     |
| 侍 衛（第298集）          |                              |                     |
| 荷 官（第307集）          |                              |                     |
| 法網伊人                  | 張 超                        |                     |
| 蕭十一郎                  | 無垢山莊護院                 |                     |
| 騎呢大狀                  | 捕 頭                        |                     |
| 無頭東宮                  | 武 官（第28集）              |                     |
| 洛神                      | 難民標（第6集）              |                     |
| 烈火雄心II                | 耀 強（第1 - 3、8、9、11集） |                     |
| 強（第5、26、27集）       |                              |                     |
| 流金歲月                  | 陪審團（第23、24集）         |                     |
| 談判專家                  | 排 骨                        |                     |
| 2003年                    | 衛斯理                       | 沈 明               |
| 九五至尊                  | 胡 雄                        |                     |
| 皆大歡喜                  | 成 坤（第33、34集）          |                     |
| 九長子（第68集）          |                              |                     |
| 影碟店員（第99集）        |                              |                     |
| 導 演（第144集）          |                              |                     |
| 美麗在望                  | 義 工                        |                     |
| 律政新人王                | 趙仲財                       |                     |
| 金牌冰人                  | 張 回                        |                     |
| 隔世追兇                  | 警 察                        |                     |
| 西關大少                  | 陳 亮                        |                     |
| 2004年                    | 皆大歡喜                     | 囚 犯（第191集）    |
| 計程車司機（第214集）     |                              |                     |
| 蛋 佬（第242、243集）     |                              |                     |
| 侍 應（第281集）          |                              |                     |
| 客（第375集）             |                              |                     |
| 怪俠一枝梅                | 獄 卒                        |                     |
| 棟篤神探                  | 張志健                       |                     |
| 翡翠戀曲                  | Peter                        |                     |
| 無名天使3D                | Gary                         |                     |
| 金枝慾孽                  | 工 人                        |                     |
| 護 軍                     |                              |                     |
| 黑衣人                    |                              |                     |
| 2005年                    | 甜孫爺爺                     | 導 演               |
| 心花放                    | 任醫生                       |                     |
| 肝膽崑崙                  | 賣藝人                       |                     |
| 奪命真夫                  | Alex                         |                     |
| 我師傅係黃飛鴻            | 阿 合                        |                     |
| 情迷黑森林                | 醫 生                        |                     |
| 識法代言人                | 何國成                       |                     |
| 阿旺新傳                  | 警 察                        |                     |
| 老婆大人                  | 梁 堅（第10集）              |                     |
| 隨時候命                  | 梁 堅                        |                     |
| 酒店風雲                  | 陶子齊                       |                     |
| 2006年                    | 謎情家族                     | 醫 生               |
| 妙手仁心III               | 黎鎮岳                       |                     |
| 御用閒人                  | 揚州街坊                     |                     |
| 男人之苦                  | 林健偉                       |                     |
| 潮爆大狀                  | 何洋達                       |                     |
| 鐵血保鏢                  | 顧 客                        |                     |
| 飛短留長父子兵            | Roy                          |                     |
| 愛情全保                  | 麥先生                       |                     |
| 法證先鋒                  | 拆彈專家                     |                     |
| 火舞黃沙                  | 宋世強                       |                     |
| 匯通天下                  | 鐵銅錘                       |                     |
| 鳳凰四重奏                | 酒吧客人                     |                     |
| 鳳凰四重奏                | 急診室醫生                   |                     |
| 刑事情報科                | 關文健（Man）                |                     |
| 肥田囍事                  | 金舖經理                     |                     |
| 東方之珠                  | 佐 治                        |                     |
| 賭場風雲                  | 賭 客                        |                     |
| 2007年                    | 亂世佳人                     | 日本將軍            |
| 突圍行動                  | 阿 豪                        |                     |
| 溏心風暴                  | William                      |                     |
| 同事三分親                | 奇（第190集）                |                     |
| 學警出更                  | 鄧佑寧                       |                     |
| 歲月風雲                  | 馬會職員                     |                     |
| 爸爸閉翳                  | 軍裝警員                     |                     |
| 舞動全城                  | Kevin                        |                     |
| 通天幹探                  | Sam                          |                     |
| 律政新人王II              | 鍾正甫                       |                     |
| 蘭花刼                    | 攝影師（第6 - 8集）          |                     |
| 2008年                    | 千謊百計（於無綫劇集台首播） | 林 少（第15、16集） |
| 和味濃情                  | 鄧志光                       |                     |
| 古靈精探                  | Alex                         |                     |
| 原來愛上賊                | 毒品買家（第1集）            |                     |
| 法證先鋒II                | 元海東（艇仔東）             |                     |
| 師奶股神                  | 檢察官                       |                     |
| 溏心風暴之家好月圓        | 龔先生                       |                     |
| 尖子攻略                  | 軍 醫                        |                     |
| 搜神傳                    | 大 舊                        |                     |
| 與敵同行                  | 酒 保                        |                     |
| 少年四大名捕              | 柳紅葉                       |                     |
| 畢打自己人                | 陳先生                       |                     |
| 珠光寶氣                  | 細 龍                        |                     |
| Click入黃金屋             | 戴少強（打靶強）             |                     |
| 2009年                    | 桌球天王                     | 蔣四方（阿四）      |
| 老婆大人II                | 鍾志鳴                       |                     |
| 碧血鹽梟                  | 李 發                        |                     |
| 王老虎搶親                | 錢公子                       |                     |
| 烈火雄心3                 | 駱永佳                       |                     |
| 有營煮婦                  | 禮                           |                     |
| 2010年                    | 老公萬歲                     | 追數佬（第15集）    |
| 秋香怒點唐伯虎            | 採花賊                       |                     |
| 飛女正傳                  | 高 Sir                       |                     |
| 掌上明珠                  | 張景峰                       |                     |
| 蒲松齡                    | 白 超                        |                     |
| 翻叮一族                  | 利達利                       |                     |
| 刑警                      | 古慶輝（第3集）              |                     |
| 2011年                    | 隔離七日情                   | 阿 發               |
| 依家有喜                  | 日本功夫佬                   |                     |
| Only You 只有您           | 忠                           |                     |
| 洪武三十二                | 繡花工匠                     |                     |
| 女拳                      | 藤 原                        |                     |
| 七號差館                  | 惡 鬼                        |                     |
| 點解阿Sir係阿Sir          | Victor                       |                     |
| 誰家灶頭無煙火            | 水電師傅                     |                     |
| 怒火街頭                  | 法 官                        |                     |
| 真相                      | 趙國棟                       |                     |
| 紫禁驚雷                  | 紅旗主                       |                     |
| 九江十二坊                | 陸 和                        |                     |
| 不速之約                  | 病 人（第12集）              |                     |
| 萬凰之王                  | 綿 怡                        |                     |
| 天與地                    | 金融公司職員                 |                     |
| 結·分@謊情式              | 客 人                        |                     |
| 2012年                    | 4 In Love                    | Leo                 |
| 缺宅男女                  | 李醫生（第26集）             |                     |
| 盛世仁傑                  | 利                           |                     |
| 拳王                      | 外圍東（第8集）              |                     |
| 耀舞長安                  | 都知大人                     |                     |
| 心戰                      | 森                           |                     |
| 護花危情                  | 德 哥                        |                     |
| 回到三國                  | 孫權副將（第25集）           |                     |
| 造王者                    | 徐忠邦                       |                     |
| 我外母唔係人              | 朱 公                        |                     |
| 大太監                    | 桂 祥                        |                     |
| 2014年                    | 叛逃                         | Peter 仔            |
| 2019年                    | 解決師                       | 喬奕鋒（喬生）      |
| 2021年                    | 逆天奇案                     | 嚴寶江              |

### 電視劇（其他）
| 首播     | 劇名     | 角色           |
| 香港電視 |          |                |
| 2014年   | 警界線   | Herman         |
| NOW TV   |          |                |
| 2014年   | 卫子夫   | 易 寒          |
| 中国大陸 |          |                |
| 2016年   | 參工傳奇 | 宗 毅、宗 海   |
| 2020年   | 戰毒     | 何宗泰（太子） |
| 2022年   | 黑金風暴 | 鍾達成         |
| 2024年   | 邊水往事 | 龍玉蘭         |

### 綜藝節目
| 首播           | 節目名       | 備註        |
| 無綫電視       |              |             |
| 2011年         | 心有靈犀     | 第9集嘉賓   |
| 2019年         | 流行經典50年 | 第14集嘉賓  |
| 中國中央電視台 |              |             |
| 2017年         | 公益之窗     | 4月14日嘉賓 |

### 電影
| 首映               | 電影名           | 角色         | 備註         |
| 2003年             | 熱血狙擊         | Peter        | 無綫電視電影 |
| 親密殺機           | 警 員            |              |              |
| 歷劫驚濤           | Mike 同事        |              |              |
| 天降橫財心驚驚     | 雞頭手下         |              |              |
| 2015年             | 哥基王子         | 大隻廣       |              |
| 2016年             | 老師上錯身       |              | 中國網絡電影 |
| 烏龍茬             | 劉 季            | 中國電影     |              |
| 2017年             | 天幕出擊之破冰   | 緝毒警察     | 中國網絡電影 |
| 師生換魂           | 張建國           |              |              |
| 七娃捉妖记         | 爺 爺            |              |              |
| 今生亦何歡         | 幸師傅           | 中國電影     |              |
| 一路綻放           | 陳 禹            | 中國網絡電影 |              |
| 友情歲月之隻手遮天 | 肥 仔            |              |              |
| 2018年             | 聶小倩之乾坤封印 | 虬髯客       |              |
| 七仙女外傳II       | 玉皇大帝         |              |              |
| 鎮魂賭王           | 張正弘           |              |              |
| 2020年             | 滅狼行動         | 瘋狗成       |              |
| 新辰之上           | 胖 爺            |              |              |
| 太極之功夫男僕     | 利 哥            |              |              |
| 隱市奇聞錄         | 聽雨樓老闆       |              |              |
| 2021年             | 獵毒之閃狙行動   | 太 子        |              |
| 牧野詭事之尋龍     | 老 雷            |              |              |
| 巨蟒1              | 軍營長           |              |              |

### 電台節目
- 2017年1月16 - 20日：香港電台第二台《守下留情》嘉賓  （页面存档备份，存于） （页面存档备份，存于） （页面存档备份，存于） （页面存档备份，存于） （页面存档备份，存于）

### 廣告
- 2022年：金康道夫（香港）「天然活性多肽（天然水蛭素）」

### 其他
- 2017年5月6日：《彭家麗《是不是這樣的夜晚你才會這樣的想起我》演唱會》 嘉賓[17]

## 曾獲獎項與提名
| 年份   | 獎項                                                | 結果 |
| 2010年 | Medalist亞洲國際電子飛鏢賽「中級組雙人組冠軍」      | 獲獎 |
| 2016年 | 美國好萊塢國際電影節「最佳男配角」                  | 獲獎 |
| 2017年 | 加拿大金楓葉國際電影節 - 網絡電影組別「最佳男主角」 | 獲獎 |
| 2018年 | 2017年香港名牌選舉「香港名牌金獎品牌」              | 獲獎 |

## 外部連結
- 彭皓鋒的新浪微博
- 彭皓鋒的Facebook專頁
- 彭皓鋒的Facebook專頁 2
- 彭皓鋒的Instagram帳戶
- 彭皓鋒的Facebook專頁 - 小飛船潛能啟發中心 Spaceship Education Centre
- 彭皓鋒的Facebook專頁 - 小飛船潛能啟發中心 Spaceship Education Centre 2